# بی پارک (نیویورک)
بی پارک (به انگلیسی: Bay Park) یک منطقهٔ مسکونی در ایالات متحده آمریکا است که در شهرستان نساو، نیویورک واقع شده‌است. بی پارک ۱٫۴ کیلومتر مربع مساحت و ۲٬۲۱۲ نفر جمعیت دارد و ۳ متر بالاتر از سطح دریا واقع شده‌است.